# Grammatidae

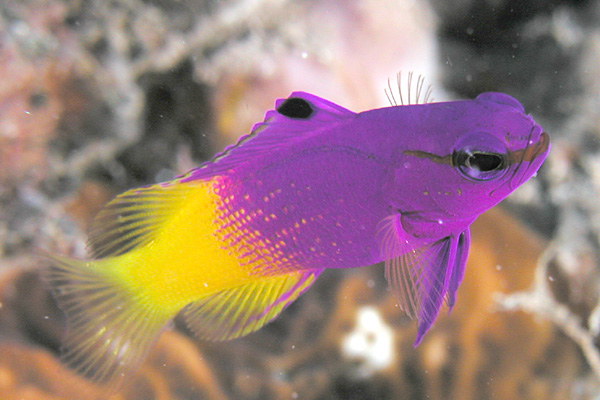
Gramma loreto

Los  gramátidos (Grammatidae) es una familia de peces marinos del orden Perciformes. Todas las especies de esta familia son pequeños peces (de menos de 10 cm) que viven en la costa oeste del océano Atlántico.
Varias especies tienen llamativos colores y son muy apreciadas en acuariología marina.
Son características distintivas una línea lateral dividida en dos subsegmentos, así como una enorme aleta pectoral con una espina. La aleta dorsal presenta una docena de espinas.

## Géneros y especies
Existen doce especies agrupadas en dos géneros:
- Género Gramma
  - Gramma brasiliensis (Sazima, Gasparini y Moura, 1998) - pez abuela brasileño
  - Gramma linki (Starck y Colin, 1978)
  - Gramma loreto (Poey, 1868) - pez abuela real
  - Gramma melacara (Böhlke y Randall, 1963)

- Género Lipogramma
  - Lipogramma anabantoides (Böhlke, 1960)
  - Lipogramma evides (Robins y Colin, 1979)
  - Lipogramma flavescens (Gilmore & Jones, 1988)
  - Lipogramma klayi (Randall, 1963)
  - Lipogramma regium (Robins y Colin, 1979)
  - Lipogramma robinsi (Gilmore, 1997)
  - Lipogramma roseum (Gilbert, 1979)
  - Lipogramma trilineatum (Randall, 1963)